# Râul Botolia
Râul Botolia este un curs de apă, afluent al râului Horăița. 

## Hărți
- Parcul Vânători-Neamț